# Ralf Schumacher
Pour les articles homonymes, voir Schumacher.
Ralf Schumacher, né le 30 juin 1975 à Hürth-Hermülheim, près de Cologne en Allemagne de l'Ouest, est un pilote automobile allemand, qui a notamment disputé le championnat du monde de Formule 1 de 1997 à 2007. En 180 départs en Formule 1, il a inscrit 329 points, remporté six courses, obtenu vingt-sept podiums, six pole positions et huit meilleurs tours en course. Ralf Schumacher a terminé à deux reprises, en 2001 et 2002, à la quatrième place du championnat du monde des pilotes.
En 2001, sa victoire au Grand Prix du Canada avec Williams donne lieu au premier doublé familial de l'histoire de la Formule 1, son frère Michael se classant deuxième sur Ferrari.

## Biographie

### Les débuts
Frère cadet de Michael Schumacher, Ralf commence à pratiquer le karting dès l'âge de trois ans dans la ville de Kerpen, où vivent ses parents. En 1995, il finit troisième du championnat d'Allemagne de Formule 3 et remporte en fin de saison le prestigieux Grand Prix de Macao de Formule 3. En 1996, il décide d'orienter sa carrière vers le Japon, où il remporte le championnat de Formula Nippon et termine troisième du Championnat de Grand Tourisme japonais. Il est managé par Franz Tost, qui le suivra jusque chez Williams F1.

### 1997 - 1998: Jordan

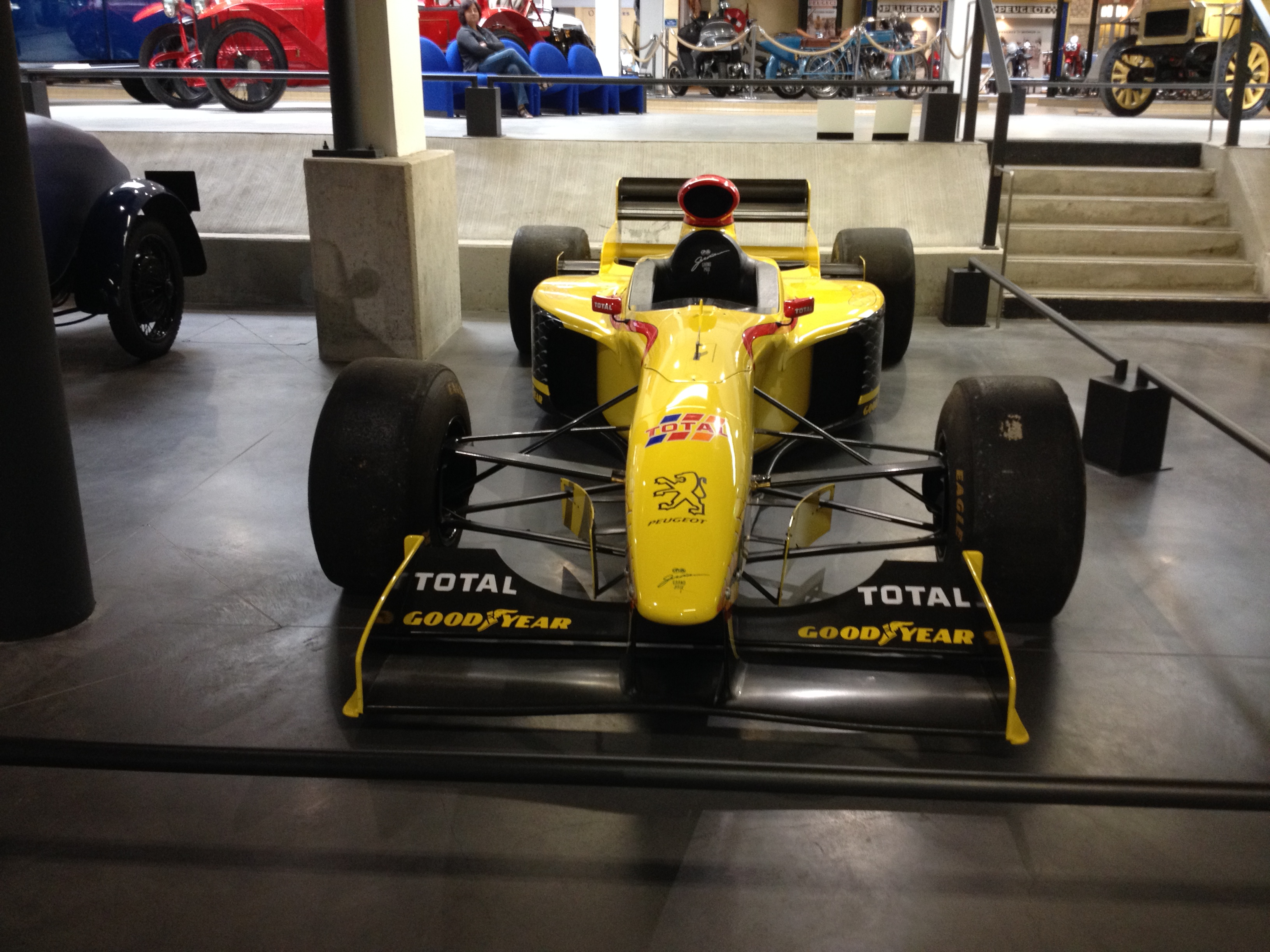
Ralf Schumacher fait ses débuts en F1 sur la Jordan 197.

Ralf fait ses débuts en Formule 1 en 1997 avec Jordan à l'occasion du Grand Prix d'Australie. Malgré ses bons résultats dans les disciplines inférieures (avec un matériel de tout premier ordre), la légitimité de Ralf à accéder à la Formule 1 est remise en cause par bon nombre d'observateurs, pour qui la principale qualité de Ralf est surtout son prestigieux patronyme. Surnommé « Monsieur Frère » ou « Schumi 2 » par le paddock, Ralf démontre pourtant d'indéniables qualités de vitesse en terminant sur le podium dès sa troisième course (Grand Prix d'Argentine). La suite de sa saison est toutefois plus délicate puisqu'il subit progressivement la loi de son équipier Giancarlo Fisichella, avec lequel il entretient des rapports peu amicaux. Ralf fait également preuve en piste d'une fougue parfois mal contrôlée : en Argentine, c'est au prix d'un dépassement musclé sur son coéquipier Fisichella qu'il s'en va conquérir son premier podium. Puis, en Italie, il expédie hors-piste le Britannique Johnny Herbert à très haute vitesse. Mais c'est surtout son accrochage avec son frère Michael au départ du GP du Luxembourg qui reste dans les mémoires. Pourtant, la responsabilité de l'accrochage semble incomber à Fisichella, auteur d'une manœuvre inconsidérée sur Ralf au premier freinage.
Toujours chez Jordan en 1998, Ralf réalise un début de saison catastrophique (en partie imputable à son écurie) qui semble mettre en péril son avenir en F1. Il doit attendre le GP de Grande-Bretagne, en juillet, pour marquer son premier point de l'année, au terme d'une remarquable prestation sous la pluie. Cette course marque le véritable point de départ de son championnat et quelques semaines plus tard, il termine deuxième du GP de Belgique (derrière son équipier Damon Hill) puis troisième du GP d'Italie.

### 1999 - 2004: Williams
En 1999 il s'engage chez Williams. Au volant d'une voiture moyennement compétitive, équipée du vieux moteur Supertec, il montre de belles qualités de finisseur et accroche la sixième place du championnat des pilotes, en inscrivant la totalité des points de son équipe. Il monte à trois reprises sur le podium, et passe proche de la victoire au GP d'Europe, où une crevaison l'oblige à céder la première place de la course.

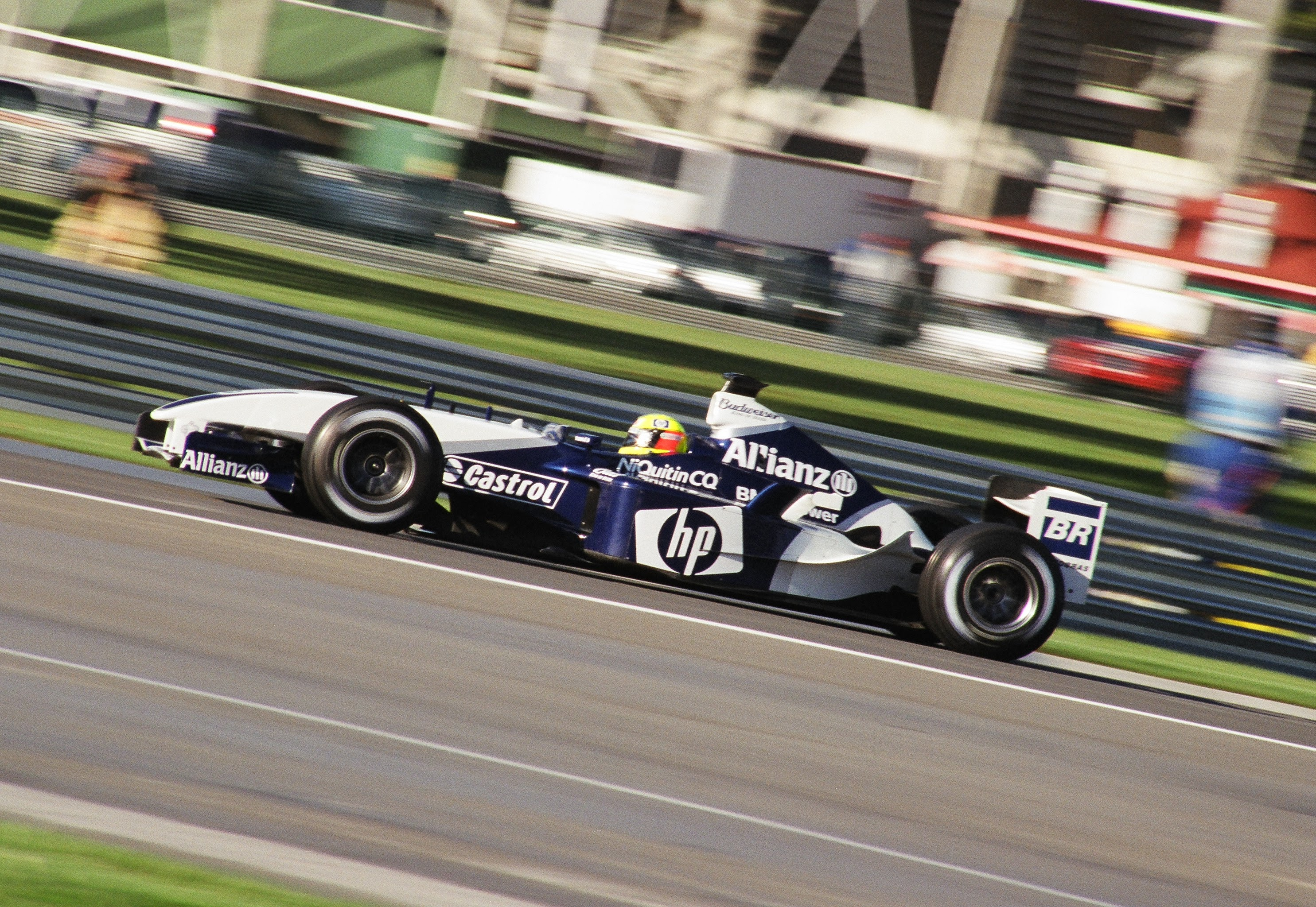
Ralf Schumacher lors du GP des États-Unis 2003.

En 2000, la mise au point du nouveau moteur BMW ne lui permet pas de franchir un nouveau palier. À nouveau, il monte à trois reprises sur le podium, mais sans jamais être en mesure de rivaliser avec les meilleurs. Les choses changent à partir de 2001, où le moteur BMW s'affirme comme le bloc le plus puissant du plateau, et où les pneus Michelin (dont Williams est le partenaire no 1) brillent en plusieurs occasions. Ralf Schumacher remporte son premier GP à Imola, puis récidive au Canada et en Allemagne. Sa victoire au Canada est particulièrement notable car acquise devant son frère Michael. C'est la première fois de l'histoire de la Formule 1 que deux frères réalisent un doublé en course. Mais malgré ces beaux résultats, Ralf, dont la Williams-BMW manque de fiabilité et de compétitivité sur certains circuits, ne parvient pas à jouer un rôle dans la lutte pour le championnat, qu'il termine en quatrième position. Ses prestations sont également en partie éclipsées par celles de son nouvel équipier, le débutant colombien Juan Pablo Montoya. Même si ce dernier s'avère finalement moins performant que Ralf, il fait preuve en piste d'un brio et d'une audace qui semblent parfois manquer à l'Allemand.
En 2002, Ralf Schumacher s'impose en début de saison au GP de Malaisie. Un exploit qu'il est incapable de renouveler par la suite, tant la domination de son frère Michael et de Ferrari est écrasante. Plus embêtant, au sein de sa propre écurie, Ralf se fait progressivement déborder par Montoya qui s'il ne remporte aucune course, termine devant lui au championnat.
La saison 2003 semble confirmer la stagnation des Williams-BMW. Mais à partir du GP de Monaco, grâce à une parfaite adaptation aux nouveaux pneus Michelin, les monoplaces germano-britanniques s'affirment comme l'arme absolue. Ce dont profite Ralf pour se relancer dans la course au titre mondial grâce notamment à deux victoires consécutives au Nürburgring et à Magny-Cours, deux épreuves où il marque les esprits en dominant Montoya. Mais les espoirs de Ralf sont douchés par une fin de saison catastrophique, marquée notamment par un sévère accident lors d'essais privés à Monza qui l'oblige à déclarer forfait pour le GP d'Italie quelques jours plus tard, en raison de vertiges.
En 2004, revenue à un niveau moyen, la Williams ne permet pas à Ralf de briller. Plus grave, il est victime d'un violent accident dans les premiers tours du GP des États-Unis à Indianapolis, le 20 juin. Dans le virage relevé de l'ovale, le plus rapide du circuit, l'un de ses pneus crève et la Williams heurte le mur ceinturant la piste avec une très grande violence, par l'arrière. La décélération est telle que Ralf perd connaissance, et plusieurs minutes interminables s'écoulent avant que les secours n'atteignent enfin la voiture (une intervention très tardive qui sera dénoncée par de nombreux observateurs). Relevé avec plusieurs vertèbres fracturées, Ralf doit observer une longue convalescence et ne fait son retour à la compétition que pour les trois dernières manches de la saison. En signant une probante deuxième place sur le sélectif tracé de Suzuka, Ralf évacue tous les doutes sur sa capacité à piloter au plus haut niveau et rassure du même coup son futur employeur Toyota avec lequel Ralf s'était engagé peu de temps avant son accident.

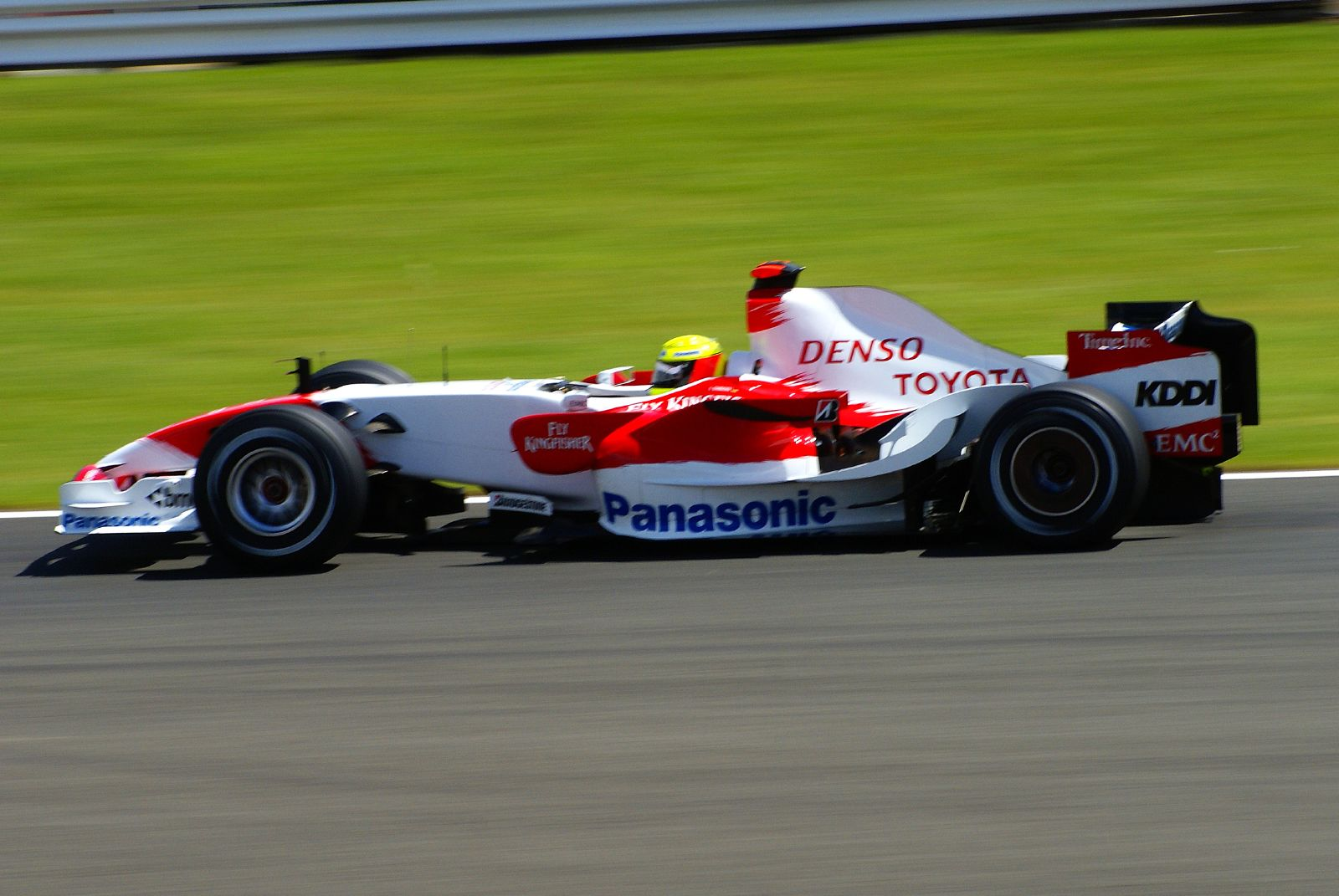
Sur la Toyota au Grand Prix de Grande-Bretagne 2007.

### 2005 - 2007: Toyota
Arrivé comme prévu chez Toyota en 2005, Ralf connaît une première partie de saison délicate au cours de laquelle il se fait nettement dominer en vitesse pure par son coéquipier Jarno Trulli. Malchanceux, il est également victime d'un nouveau gros accident à Indianapolis lors de la première journée d'essais, dans le même virage que l'année précédente, ce qui le contraint à céder sa place au pilote essayeur Ricardo Zonta (cet accident, causé par une défaillance d'un pneu, sera à l'origine du forfait des écuries équipées de pneus Michelin). Mais il met à profit ses qualités de finisseur pour décrocher de solides résultats en fin de saison (notamment un podium au GP de Hongrie et un autre en Chine) et terminer devant Trulli au championnat, à la sixième place. Toujours chez Toyota en 2006, il subit les performances irrégulières de son écurie, et malgré un podium en Australie, réalise une saison assez discrète. Il termine encore devant Trulli à la fin de la saison.

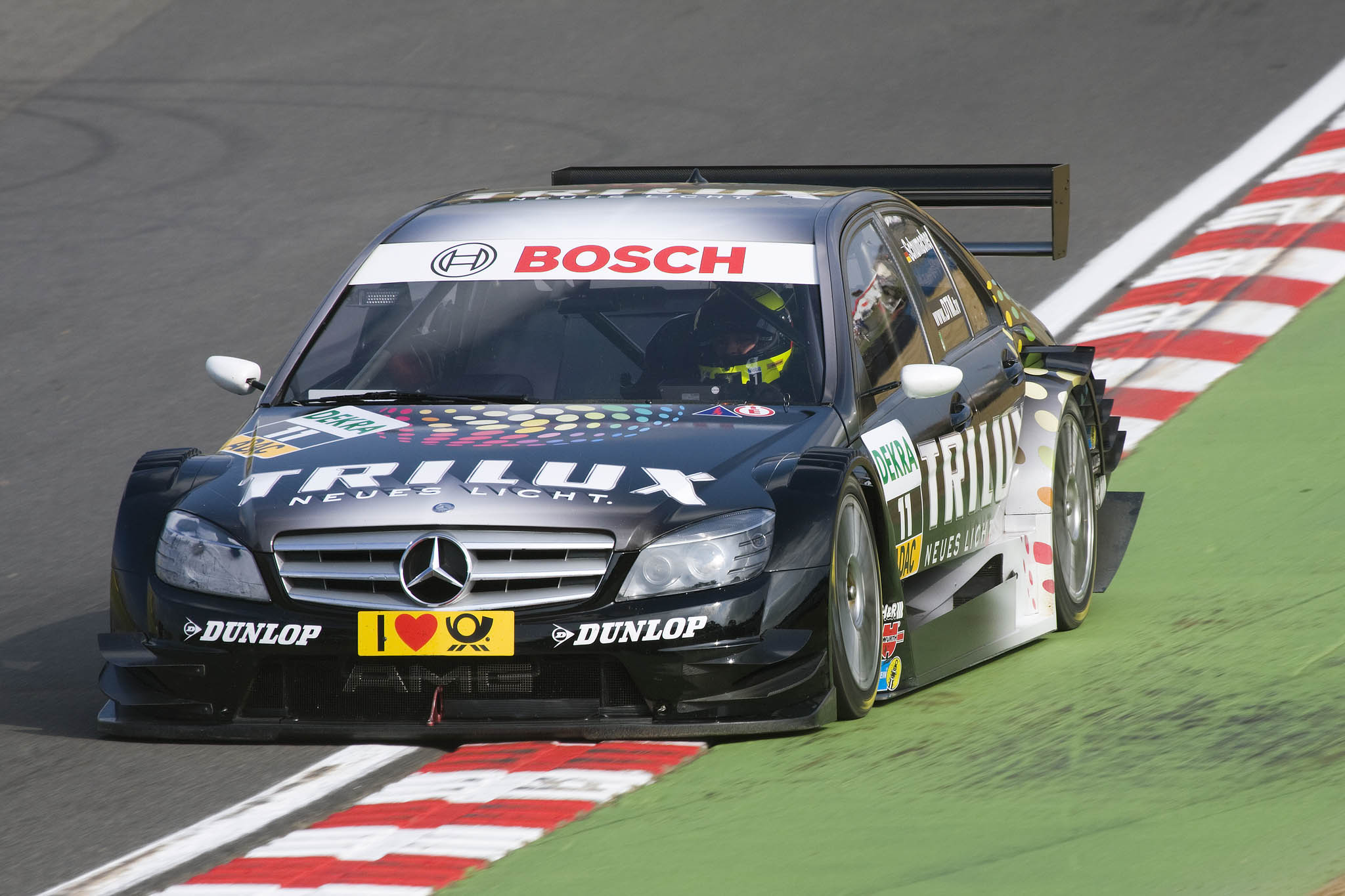
Ralf Schumacher à Brands Hatch en 2008 sur sa Mercedes DTM.

En 2007, toujours aux côtés de Jarno Trulli, Ralf Schumacher participe pour la première fois à un championnat du monde sans la présence de son illustre frère sur la grille. L'allemand réalise un début de saison catastrophique où il ne parvient jamais à prendre la mesure de son équipier, en qualification comme en course. Le 1er octobre 2007, il annonce qu'il quittera l'écurie Toyota après le GP du Brésil fin octobre.

### DTM
Début décembre 2007, Ralf Schumacher participe sur le circuit de Jerez à des essais privés pour le compte de la nouvelle écurie de F1 Force India, mais la faiblesse de ses performances lui ôte toute chance de décrocher un volant de titulaire. Trois semaines plus tard, il annonce d'ailleurs qu'il prend une année sabbatique, avant de se laisser convaincre par Mercedes de participer en 2008 au championnat DTM.

## Championnat

### Résultats en championnat du monde de Formule 1
- 180 Grands Prix disputés
- 6 victoires
- 329 points marqués
- 6 pole positions
- 27 podiums
- 8 meilleurs tours

- Début en F1 au Grand Prix d'Australie 1997, sur le Melbourne, le 9 mars 1997
- Première victoire au Grand Prix de Saint-Marin 2001, sur le circuit Dino et Enzo Ferrari, le 15 avril 2001
- Première pole position au Grand Prix de France 2001, sur le circuit de Nevers Magny-Cours, le 1er juillet 2001

| Saison | Écurie                   | Châssis      | Moteur       | Pneus       | GP disputés | Pole positions | Victoires | Podiums | Records du tour | Points inscrits | Classement |
| ------ | ------------------------ | ------------ | ------------ | ----------- | ----------- | -------------- | --------- | ------- | --------------- | --------------- | ---------- |
| 1997   | B&H Total Jordan Peugeot | 197          | Peugeot V10  | Goodyear    | 17          | 0              | 0         | 1       | 0               | 13              | 11e        |
| 1998   | Benson & Hedges Jordan   | 198          | Mugen V10    | Goodyear    | 16          | 0              | 0         | 2       | 0               | 14              | 10e        |
| 1999   | Winfield Williams        | FW21         | Supertec V10 | Bridgestone | 16          | 0              | 0         | 3       | 1               | 35              | 6e         |
| 2000   | BMW Williams F1 Team     | FW22         | BMW V10      | Bridgestone | 17          | 0              | 0         | 3       | 0               | 24              | 5e         |
| 2001   | BMW Williams F1 Team     | FW23         | BMW V10      | Michelin    | 17          | 1              | 3         | 5       | 5               | 48              | 4e         |
| 2002   | BMW Williams F1 Team     | FW24         | BMW V10      | Michelin    | 17          | 0              | 1         | 6       | 0               | 42              | 4e         |
| 2003   | BMW Williams F1 Team     | FW25         | BMW V10      | Michelin    | 15          | 3              | 2         | 3       | 1               | 58              | 5e         |
| 2004   | BMW Williams F1 Team     | FW26         | BMW V10      | Michelin    | 12          | 1              | 0         | 1       | 0               | 24              | 9e         |
| 2005   | Panasonic Toyota Racing  | TF105 TF105B | Toyota V10   | Michelin    | 18          | 1              | 0         | 2       | 1               | 45              | 6e         |
| 2006   | Panasonic Toyota Racing  | TF106 TF106B | Toyota V8    | Bridgestone | 18          | 0              | 0         | 1       | 0               | 20              | 10e        |
| 2007   | Panasonic Toyota Racing  | TF107        | Toyota V8    | Bridgestone | 17          | 0              | 0         | 0       | 0               | 5               | 16e        |

### Victoires en championnat du monde de Formule 1
| # | Année | Manche | Date            | Grand Prix  | Circuit     | Position de départ | Ecurie       | Voiture |
| - | ----- | ------ | --------------- | ----------- | ----------- | ------------------ | ------------ | ------- |
| 1 | 2001  | 04/17  | 15 avril 2001   | Saint-Marin | Imola       | 3e                 | Williams-BMW | FW23    |
| 2 | 2001  | 08/17  | 10 juin 2001    | Canada      | Montréal    | 2e                 | Williams-BMW | FW23    |
| 3 | 2001  | 12/17  | 29 juillet 2001 | Allemagne   | Hockenheim  | 2e                 | Williams-BMW | FW23    |
| 4 | 2002  | 02/17  | 17 mars 2002    | Malaisie    | Sepang      | 4e                 | Williams-BMW | FW24    |
| 5 | 2003  | 09/16  | 29 juin 2003    | Europe      | Nurburgring | 3e                 | Williams-BMW | FW25    |
| 6 | 2003  | 10/16  | 6 juillet 2003  | France      | Magny-Cours | Pole position      | Williams-BMW | FW25    |

### Résultats en DTM
| Année | Voiture                  | Équipe                  | Courses disputés | Victoires | Pole positions | Podiums | Records du tour | Points inscrits | Classement |
| ----- | ------------------------ | ----------------------- | ---------------- | --------- | -------------- | ------- | --------------- | --------------- | ---------- |
| 2008  | Mercedes C-Class 07      | TRILUX AMG-Mercedes     | 11               | 0         | 0              | 0       | 0               | 3               | 14e        |
| 2009  | Mercedes C-Class 09      | TRILUX AMG-Mercedes     | 10               | 0         | 0              | 0       | 0               | 9               | 11e        |
| 2010  | AMG-Mercedes C-Klasse 09 | HWA Team                | 11               | 0         | 1              | 0       | 1               | 3               | 14e        |
| 2011  | AMG-Mercedes C-Klasse 09 | Salzgitter AMG Mercedes | 10               | 0         | 0              | 2       | 0               | 21              | 8e         |
| 2012  | DTM Mercedes AMG C-Coupé | HWA Team                | 10               | 0         | 0              | 0       | 0               | 10              | 17e        |

### Résultats dans d'autres catégories
| Année | Championnat                          | Équipe                     | Voiture               | Courses disputées | Victoires | Pole positions | Points inscrits | Classement |
| ----- | ------------------------------------ | -------------------------- | --------------------- | ----------------- | --------- | -------------- | --------------- | ---------- |
| 1994  | Championnat d'Allemagne de Formule 3 | Opel Team WTS              | Dallara F394          | 19                | 1         | 2              | 158             | 3e         |
| 1994  | Grand Prix de Monaco de Formule 3    | Opel Team WTS              | Dallara F394          | 1                 | 0         | 0              | -               | 15e        |
| 1994  | Grand Prix de Macao de Formule 3     | Mild Seven WTS Racing      | Dallara F394          | 1                 | 0         | 0              | -               | 4e         |
| 1994  | Masters de Formule 3                 | WTS Motorsport             | Dallara F394          | 1                 | 0         | 0              | -               | 30e        |
| 1995  | Championnat d'Allemagne de Formule 3 | Opel Team WTS              | Dallara F395          | 15                | 3         | 2              | 171             | 2e         |
| 1995  | Grand Prix de Monaco de Formule 3    | Opel Team WTS              | Dallara F395          | 1                 | 0         | 0              | -               | 15e        |
| 1995  | Grand Prix de Macao de Formule 3     | Mild Seven Opel WTS Racing | Dallara F395          | 1                 | 1         | 1              | -               | 1er        |
| 1995  | Masters de Formule 3                 | WTS Motorsport             | Dallara F395          | 1                 | 0         | 1              | -               | 2e         |
| 1996  | Championnat de Formula Nippon        | X Japan Team LeMans        | Reynard-Mugen MF308   | 10                | 3         | 2              | 40              | 1er        |
| 1996  | Japan Grand Touring Car Championship | Team Lark                  | McLaren F1 GTR        | 6                 | 3         | 4              | 60              | 2e         |
| 1997  | Championnat FIA GT                   | AMG Mercedes               | Mercedes-Benz CLK GTR | 1                 | 0         | 0              | 2               | 29e        |

## Vie privée
Il a été marié à Cora Brinkmann (de), présentatrice de télévision, entre 2001 et 2015 ; ils ont un fils, David, vice-champion de Formule 4 en 2018.
Le 14 juillet 2024, il fait son coming out sur son compte Instagram, en présentant son compagnon depuis deux ans, Étienne Bousquet-Cassagne, fils de Serge Bousquet-Cassagne et ancien élu FN puis RN dans le sud de la France,,.

## Filmographie
Ralf Schumacher a fait plusieurs apparitions dans des œuvres cinématographiques, interprétant souvent son propre rôle de pilote automobile.
- 2015 : Alerte Cobra, épisode Hors course de Nico Zavelberg : lui-même[9].